# Église de la Sainte-Trinité de Pinterville
L'église de la Sainte-Trinité est une église située à Pinterville, dans le département français de l'Eure. Construite au XIIe siècle et restaurée au XIXe siècle, elle est inscrite au titre des monuments historiques.

## Historique
L'église de la Sainte-Trinité de Pinterville est donnée par Richard Ier en 955 en dédommagement des raids des Vikings à l'abbaye Saint-Taurin d'Évreux.
L'église est inscrite au titre des monuments historiques par arrêté du 26 décembre 1927,.

## Architecture

### La pierre de Vernon
Son architecture est celle d'une église romane avec ses rares ouvertures et ses pierres de taille en pierre de Vernon. Cette pierre exportée à l'époque de la Normandie ducale jusqu'en Angleterre est facile à travailler.

### Le chœur
Le chœur de l'église date du XVIe siècle, les destructions provoquées par les guerres de Religion, a contrario de la croyance habituelle concernant le patrimoine, furent plus destructrices pour le patrimoine normand que le vandalisme de la Révolution française (1789-1799). En revanche la sacristie fut refaite au XVIIe siècle probablement à l'époque du roi de France Louis XIV.

### La nef

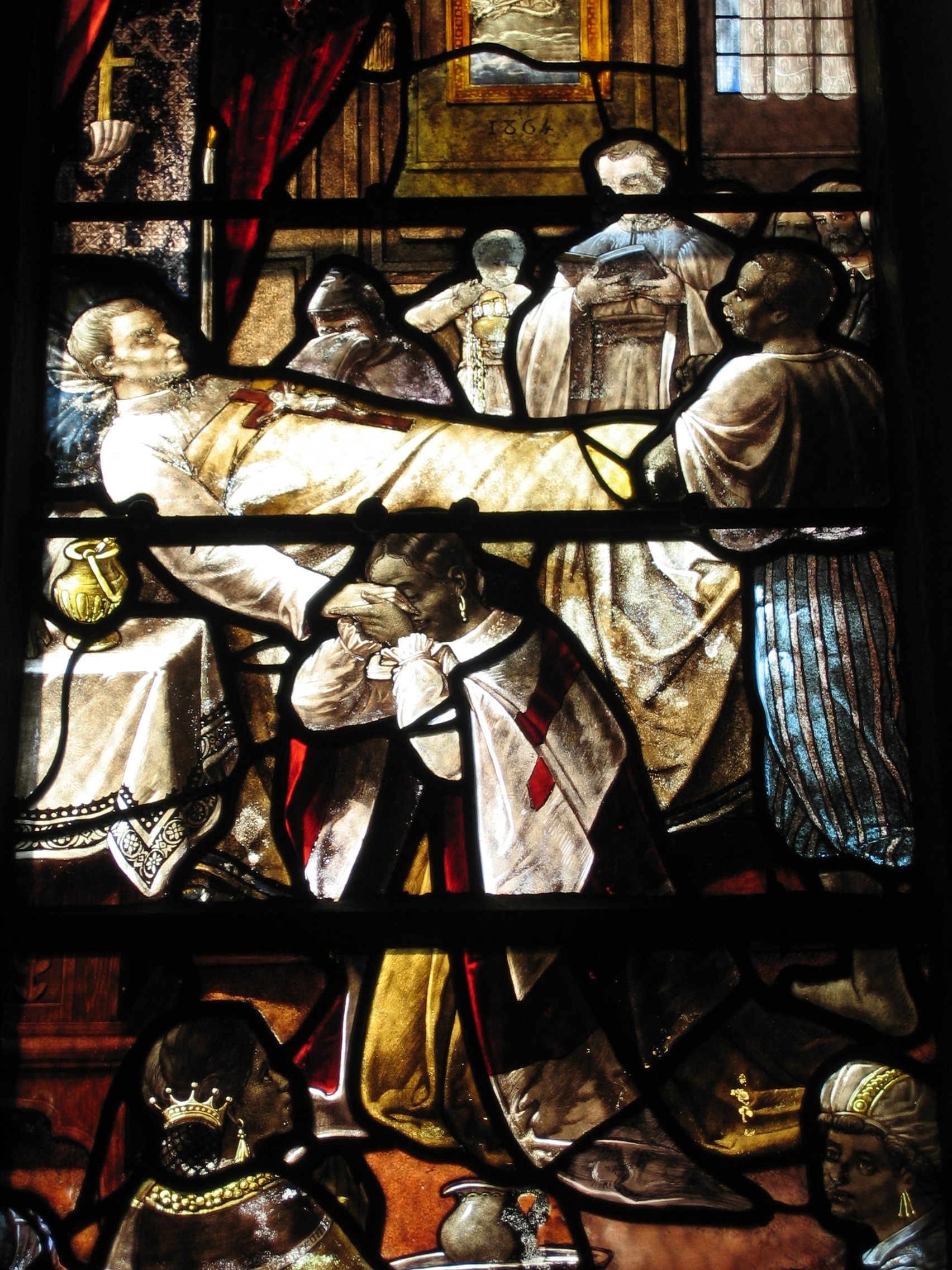
Vitrail représentant la mort du père Désiré Laval

La nef, c'est-à-dire la partie qui joint l'entrée du transept accueillant les fidèles lors des messes et de diverses célébrations est la partie la plus ancienne de l'église datent du Moyen Âge probablement du XIIe siècle. Elle fut percée de fenêtres aux XVIe et XIXe siècles.

### Les vitraux
Les vitaux d'inspiration gothique, c'est-à-dire du Moyen Âge central (XIIe – XIVe siècles), ont été refaits au XXe siècle pour raconter l'histoire du prêtre abolitionniste de l'esclavage à l'île Maurice, le père Désiré Laval,. Le père Désiré Laval fut membre d'une congrégation créée en 1843 sous l'égide du Père Libermann, juif converti au catholicisme, les spiritains ou congrégation du Saint-Esprit. Le père Désiré Laval fait l'objet d'un pèlerinage des Mauriciens catholiques.